# Jane Addams
Laura Jane Addams (født 6. september 1860, død 21. maj 1935) var en amerikansk feminist, sociolog og socialarbejder. 
I 1931 delte hun Nobels fredspris med Nicholas Murray Butler.